# سيرجي بروخونينكو
سيرجي سيرجيفيتش بروخونينكو (Серге́й Серге́евич Брюхоненко؛ 30 أبريل 1890 – 20 أبريل 1960) كان طبيبًا سوفيتيًا، وعالمًا في العلوم الطبية الحيوية، وتقنيًا خلال الحقبة الستالينية. كانت أبحاثه حاسمة في تطوير إجراءات جراحة القلب المفتوح في روسيا. وكان أحد قادة معهد البحوث للجراحة التجريبية، حيث أجرى الأستاذ ألكساندر فيشنيفسكي أول عملية جراحة قلب مفتوح سوفيتية في عام 1957.
يُذكر بروخونينكو بشكل أساسي لتطويره جهاز الـ autojektor، وهو أحد أوائل آلات القلب والرئتين. استُخدم الجهاز بنتائج متباينة في سلسلة من التجارب على الكلاب خلال عام 1939، والتي يمكن مشاهدتها في الفيلم التجارب في إحياء الكائنات. وبينما توجد اليوم بعض التكهنات بأن الفيلم هو إعادة تصوير للإجراءات، فقد تم توثيق التجارب نفسها بشكل جيد، وأسفرت عن تكريم بروخونينكو بعد وفاته بجائزة لينين المرموقة.

## المسار المهني
تلقى بروخونينكو تعليمه الثانوي في ساراتوف، ثم انضم لاحقًا إلى كلية الطب في جامعة موسكو الحكومية. تم تجنيده للخدمة في الحرب العالمية الأولى في عام 1914, حيث شهد العديد من إصابات القتال أثناء تكليفه في الجيش النشط كطبيب مبتدئ. عاد في عام 1917 للعمل في موسكو. خلال الفترة من 1919 إلى 1926، كان بروخونينكو أستاذًا مساعدًا في قسم الأمراض السريرية والعلاج في موسكو.
تم عرض عمل بروخونينكو في إنشاء جهاز الـ autojektor، وهو آلة قلب ورئة مبكرة، في سلسلة من التجارب على الكلاب في عام 1939. وتُعرض هذه التجارب في الفيلم الوثائقي لعام 1940 التجارب في إحياء الكائنات، من إخراج David Yashin.
بينما يُشتبه عمومًا في أن الفيلم عبارة عن إعادة تمثيل للإجراءات، إذ أن التجارب الأكثر جدلاً علميًا لم تُعرض في لقطات كاملة، فقد تم توثيق التجارب المعنية بشكل دقيق. بالإضافة إلى ذلك، تبين أن ادعاء الفيلم بأن الكلاب قد جُففت من دمائها وأُعيد إحياؤها لتعيش لسنوات لاحقًا هو أمر صحيح جزئيًا فقط، إذ تُفيد سجلات المختبر بأن الكلاب نجا لمدة أيام فقط بعد التجربة، وليس سنوات كما زعم الفيلم، وتعرضت لأضرار جسيمة في المخ.
من عام 1951 إلى عام 1958، قاد بروخونينكو معهد الأجهزة والأدوات الجراحية التجريبية. بعد تجاربه على الكلاب، مُنح بروخونينكو إذنًا لمواصلة تجاربه على جهاز الـ autojektor باستخدام جثث بشرية. ومع ذلك، فشلت هذه التجارب في تحقيق نتائج مشجعة، مما أدى إلى فقدان بروخونينكو لثقة القيادة السوفيتية.
توفي بروخونينكو في 20 أبريل 1960 بسبب سرطان المستقيم.

## الإرث
في عام 1965، وبعد خمس سنوات من وفاته، مُنح بروخونينكو جائزة لينين بعد وفاته تقديرًا لتطوير المعرفة بدورة الدم الاصطناعية ووضع الأساس للتقدمات المستقبلية.
وضعت تجاربه الأساس لمزيد من التقدم في جراحة القلب في الاتحاد السوفيتي.

## الأوسمة
- الدرجة الثالثة من وسام سانت ستانيسلاس (1914)
- الدرجة الثالثة من وسام سانت آنا (1915)
- جائزة لينين (1965، بعد الوفاة)

## الملاحظات
1. ↑  أيضًا يُنطق: Bryuchonenko, Bruchonenko, Briukhonenko, Brykhonenko, Briukhanenko, Brychonenko، أو Brjukhenenko.[4]

## المزيد من القراءة
- Adamenko, N. P. (1969). "[تقنية الإنعاش التجريبي للكلاب باستخدام متغير لطريقة الدورة الدموية الخارجية باستخدام مضخة autojector الخاصة بـ S. S. Briukhonenko ومتبرع حي بمبدأ التكافؤ]". Patologicheskaia Fiziologiia I Eksperimental'naia Terapiia (بru-RU). 13 (3): 69–71. ISSN:0031-2991. PMID:5264992. Archived from the original on 2024-06-05.{{استشهاد بدورية محكمة}}:  صيانة الاستشهاد: لغة غير مدعومة (link)

## الروابط الخارجية
- Experiments in the Revival of Organisms, النسخة الإنجليزية في أرشيف الإنترنت
- Опыты по оживлению организма, النسخة الروسية في culture.ru
- باللغة الألمانية معلومات وبراءات متعلقة بجهاز الـ autojektor